# Smicridea nigerrima
Smicridea nigerrima là một loài Trichoptera thuộc họ Hydropsychidae. Chúng phân bố ở vùng Tân nhiệt đới.